# Atelier Iris: Eternal Mana
Atelier Iris: Eternal Mana (イリスのアトリエ エターナルマナ, Irisu no Atorie Etānaru Mana) és un videojoc RPG desenvolupat per la companyia japonesa Gust per la PlayStation 2. Aquest és el primer joc de la saga Atelier Iris sent llançat a la PS2. Els RPG d'estratègia Atelier havien estat llançats en diverses plataformes al Japó des de 1997. Malgrat la seva llarga i popularitat al Japó, Atelier Iris és el primer títol de la saga llançat fora del Japó.

## Ambientació i argument
Eternal Mana es troba al món de Regallzine, la llar de l'alquímia i el mana. Les guerres i les disputes internes han separat el regne d'Esviore i ara, l'àrea del sud d'Esviore on es desenvolupa el joc ja no està sota el control del rei Slaith. En lloc d'això, cada ciutat estat separada de South Esviore gestiona els seus propis assumptes, negociant-se els uns amb els altres, però romanent en la seva majoria separats.
La situació amb Regallzine també està lligada al destí d'Avenberry, una llegendària ciutat d'alquimistes que va existir molts centenars d'anys abans del començament del joc. Ningú no sap exactament què va passar, però es diu que Avenberry va caure a causa de l'ús indegut de l'alquímia que va dur la seva vida. Molts alquimistes i caçadors de tresors han vingut a Avenberry per intentar desbloquejar els seus secrets des de llavors i la ciutat de Kavoc va ser construïda per a aquest propòsit. No obstant això, cap ha estat capaç de superar la porta que protegeix la ciutadella i, fins ara, els secrets d'Avenberry s'han conservat.
Els alquimistes d'avui són pocs i distants, la majoria basant la seva investigació en els estudis d'Iris, un alquimista que va viure abans de la caiguda d'Avenberry. Viatgen el món a la recerca de nous artefactes alquímics per a la síntesi, les ruïnes del passat i Mana. La mana és una raça d'éssers que permeten als alquimistes utilitzar el seu poder. Augmenten el poder dels elements que els alquimistes extreuen dels objectes del món i els usen per crear articles màgics nous i potents. Mana té sentiments, emocions i personalitats igual que les persones, i molts esdevenen bons amics amb el seu alquimista, encara que algunes persones obliden aquest fet.
El protagonista del joc, Klein Kiesling, és un d'aquests alquimistes errants. La seva aventura comença quan ensopega amb un monstre en un bosc, és rescatat per una noia, i comparteixen el destí i, finalment, el destí del món.